# Hexachaetoniella bunya
Hexachaetoniella bunya är en kvalsterart som beskrevs av Hunt 1996. Hexachaetoniella bunya ingår i släktet Hexachaetoniella och familjen Licnodamaeidae. Inga underarter finns listade i Catalogue of Life.